# Adela Gáborová
Adela Gáborová (2. března 1940, Brekov – 12. července 2007, Nitra) byla slovenská herečka a matka divadelního režiséra Petera Gábora.
Angažmá v Divadle Andreje Bagara v Nitře dostala hned po absolvování studia herectví na Vysoké škole múzických umění v Bratislavě v roce 1961. Patřila k nejvýraznějším osobnostem tohoto souboru a ztvárnila zde mnoho významných postav. Kromě herectví se věnovala i pedagogické činnosti. Na Vysoké škole múzických umění učila loutkohereckou techniku jevištní řeči v koordinaci s hereckou tvorbou. Čas si však našla i na práci s posluchači kněžského semináře, ochotníků (např. režie v původních slovenské muzikálech Láska je silnější, Sen o růži – Divadelní společenství Rafael v Bošanech) či přípravu recitátor na Poděbradské dny poezie, Hviezdoslav Kubín apod.

## Filmografie
- 1981 Nevera po slovensky (Malíčková)
- 1985 Iná láska (Martina matka)
- 1987 Nemožná (Bauerová)
- 1989 Ulice bez mena
- 1990 Keď hviezdy boli červené (Slabejová)
- 1991 Neha (Šimonova matka)
- 1996 Jaškov sen